# آشینا موریکیو
آشینا موریکیو ((به ژاپنی: 蘆名 盛舜 Ashina Morikiyo); ۱ ژانویهٔ ۱۴۹۰ – ۲۸ سپتامبر ۱۵۵۳) سامورایی، دایمیو در دوره سنگوکو اهل ژاپن بود.